# Tanjung Sari (Medan Selayang)
Tanjung Sari is een bestuurslaag in het regentschap Medan van de provincie Noord-Sumatra, Indonesië. Tanjung Sari telt 32.390 inwoners (volkstelling 2010).